# Антон Недялков
Антон Михайлов Недялков (болг. Антон Михайлов Недялков, нар. 30 квітня 1993, Ловеч) — болгарський футболіст, захисник клубу «Лудогорець» та національної збірної Болгарії. Виступав також за низку болгарських і закордонних клубів. Семиразовий чемпіон Болгарії, дворазовий володар Кубка Болгарії та шестиразовий володар Суперкубка Болгарії.

## Клубна кар'єра
Антон Недялков народився 1993 року в місті Ловеч, та є вихованцем футбольної школи місцевого клубу «Літекс». У 2011 році клуб відправив молодого футболіста в оренду до команди «Чавдар», а в 2012 році Недялков грав у оренді в клубі «Светкавиця». У другій половині 2012 року футболіст повернувся до «Літекса», де швидко став гравцем основного складу, та грав у складі команди до 2016 року.
У 2016 році Антон Недялков став гравцем софійського клубу ЦСКА, в якому грав до кінця 2017 року, та був одним із основних гравців оборонної ланки команди. На початку 2018 року болгарський захисник грав у складі команди Major League Soccer «Даллас».
У середині 2018 року Антон Недялков повернувся на батьківщину до клубу «Лудогорець», де також став гравцем основного складу команди. У складі «Лудогорця» футболіст 7 разів підряд став чемпіоном Болгарії, також став дворазовим володарем Кубка Болгарії та шестиразовим володарем Суперкубка Болгарії.

## Виступи за збірні
У 2011 році Антон Недялков дебютував у складі юнацької збірної Болгарії, загалом на юнацькому рівні взяв участь у 3 іграх. Протягом 2013—2014 років Недялков грав у складі молодіжної збірної Болгарії, н молодіжному рівні зіграв у 6 офіційних матчах. З 2016 року Антон Недялков грає у складі національної збірної Болгарії. Станом на середину червня 2025 року футболіст зіграв у складі національної збірної 33 матчі, в яких забитими голами не відзначився.

## Титули і досягнення
- Чемпіон Болгарії (7):

«Лудогорець»: 2018–2019, 2019–2020, 2020–2021, 2021–2022, 2022–2023, 2023–2024, 2024–2025
- Володар Кубка Болгарії (2):

«Лудогорець»: 2022–2023, 2024–2025
- Володар Суперкубка Болгарії (6):

«Лудогорець»: 2018, 2019, 2021, 2022, 2023, 2024